# パガーニコ・サビーノ
パガーニコ・サビーノ（伊: Paganico Sabino）は、イタリア共和国ラツィオ州リエーティ県にある、人口約160人の基礎自治体（コムーネ）。

## 地理

### 位置・広がり
リエーティ県南部のコムーネ。県都リエーティから南南東へ27kmの距離にある。

#### 隣接コムーネ
隣接するコムーネは以下の通り。
- アスクレーア
- コッレジョーヴェ
- マルチェテッリ
- ポッツァーリア・サビーナ
- ヴァルコ・サビーノ

### 気候分類・地震分類
パガーニコ・サビーノにおけるイタリアの気候分類 (it) および度日は、zona E, 2675 GGである。
また、イタリアの地震リスク階級 (it) では、zona 2B (sismicità media) に分類される。